# Toshiki Sakai
Toshiki Sakai (堺 俊暉 Sakai Toshiki?), född 18 september 1993 i Kanagawa prefektur, är en japansk fotbollsspelare.
Sakai började sin karriär 2016 i Blaublitz Akita. Han spelade 27 ligamatcher för klubben.